# Andrew Peter Mackenzie

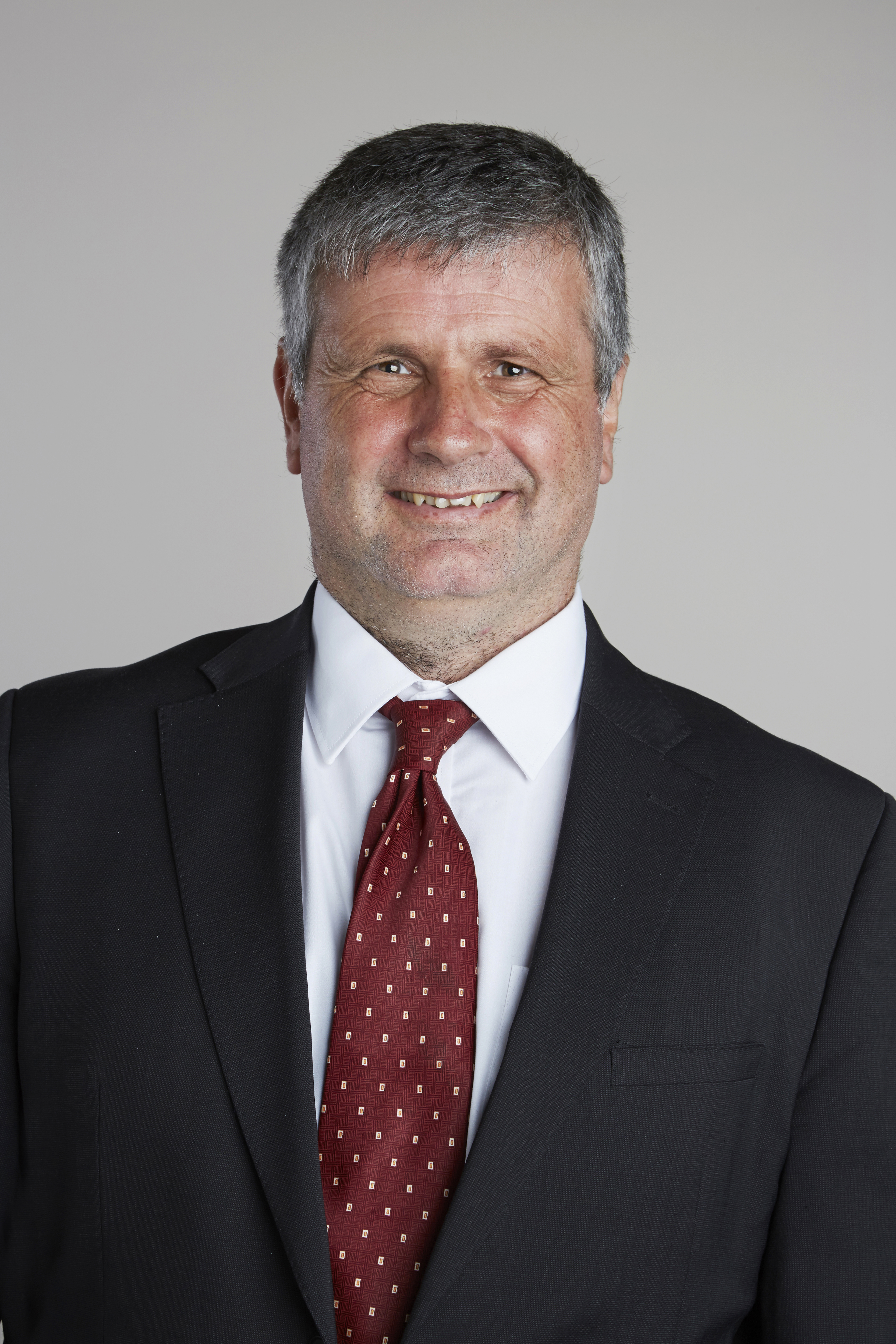
Andrew Peter Mackenzie (2015)

Andrew Peter Mackenzie (* 7. März 1964) ist ein britischer Physiker im Bereich der Festkörperphysik (Condensed Matter Physics) und Materialwissenschaften.
Mackenzie absolvierte ein Urlaubsstipendium am CERN, Genf, wo er an der Myonenkammergruppe für das „L3“-Experiment unter Professor Ulrich Becker (MIT) arbeitete, gefolgt von einem einjährigen Vertrag zur Fortsetzung der Forschung an dem Experiment.
Mackenzie erhielt 1991 den Ph.D. für Physik an der University of Cambridge. Bis 1993 war er am IRC für Supraleitung an der gleichen Universität tätig. Von 1993 bis 1997 war er Royal Society University Research Fellow und dann bis 2001 an der University of Birmingham als Royal Society University Research Fellow and Honorary Reader in Condensed Matter Physics. Seit 2001 war er an der University of St. Andrews. Seit 2013 ist er Direktor des Max-Planck-Institut für Chemische Physik fester Stoffe.
Mackenzie arbeitet im Bereich der Supraleitung der exotischen Metalle und hat speziell die Eigenschaften von TI2Ba2CuO6, Sr2RuO4 und Sr3Ru2O7 untersucht.

## Auszeichnungen
- 2011 Mott-Medaille für wichtige Beiträge zur Supraleitung und Quantenkritikalität[2]
- 2015 Mitglied der Royal Society